# 송내중앙중학교
송내중앙중학교(松內中央中學校)는 대한민국 경기도 동두천시 송내동에 위치한 공립 중학교이다.

## 학교 연혁
- 2007년 10월 8일 : 송내중앙중학교 설립인가(24학급)
- 2007년 11월 10일 : 송내중앙중학교 준공
- 2008년 1월 5일 : 학급 배정(1학년 5학급)
- 2008년 3월 1일 : 송내중앙중학교로 개교
- 2008년 3월 1일 : 초대 현영자 교장 취임
- 2008년 3월 3일 : 제1회 입학식(202명 남 103명, 여 99명)
- 2009년 3월 1일 : 동두천중앙중학교 2,3학년 이전 통합
- 2009년 3월 2일 : 제2회 입학식 및 통합개학식(18학급 204명)
- 2016년 2월 3일 : 제22회 졸업식 190명(총 3,276명)
- 2022년 3월 1일 : 제5대 강회배 교장 취임
- 2024년 1월 5일 : 제15회 졸업식(139명)
- 2024년 3월 4일 : 제17회 입학식(158명)

## 참고 자료
- 송내중앙중학교 - 한국교육학술정보원 학교알리미